# Улянівка (зупинний пункт, Вінницька область)
Уля́нівка — пасажирський залізничний зупинний пункт Шевченківської дирекції Одеської залізниці.
Розташований у селі Улянівка Тульчинського району Вінницької області на лінії Христинівка — Вапнярка між станціями Ладижин (7 км) та Демківка (7 км).
Зупиняються приміські дизель-поїзди сполученням Вапнярка — Христинівка — Умань (продовжено до Умані з лютого 2020 року), поїзди далекого слідування проходять без зупинки.